# デュポン・プラザ・ホテル放火事件
デュポン・プラザ・ホテル放火事件（Dupont Plaza Hotel arson）は、1986年12月31日（大晦日）に、プエルトリコのサンフアンにあるホテル・デュポン・プラザ（現：サンファン・マリオット・リゾート&ステラリス・カジノ）で発生した放火事件である。
事件当時、ホテルの従業員たちと経営陣との間で労働争議が行われており、ホテルに対して不満を抱いていた3人の従業員が脅しのつもりで火をつけた結果、96人から98人が死亡し、140人の負傷者を出す大惨事となった。
本件は、プエルトリコ史上最悪のホテル火災として知られ、死者数はアメリカ合衆国で発生したホテル火災の中で2番目に多い。

## 事件の推移

### ホテルの概要
現場となったホテルは、プエルトリコ・シェラトン・ホテルという名称で、1963年にシェラトン系列のホテルとして開業した。1979年、シェラトンはサンフアン・デュポン・プラザ・コープ・オブ・デラウェア（San Juan Dupont Plaza Corp. of Delaware）にこのホテルを売却したため、デュポン・プラザ・ホテル（Dupont Plaza Hotel）に改名された。
1985年6月、デュポン・プラザは地元の消防当局の調査を受け、安全装置の故障や非常口や避難計画の不備などを指摘された 。

また、デュポン・プラザにはスプリンクラーがなかったが、消防当局の報告の中では指摘がなかった 。さらに、当時アメリカ合衆国のホテルの95%が備えていたとされる自動消火装置もなかった。
1981年からシェラトンは全世界にある自社のホテルに対して消防基準を課していたが、このホテルはそれ以前に既に売却されていた。

### 法律面での背景
1990年ホテル・モーテル防火安全法が制定される前、多くのホテルは地元の消防法や条例に従っていたが、一部の地域では基準が緩かったため、しばしば火災が発生したり、死者が出るようなこともあった。
1985年当時、アメリカ合衆国では7,500 件のホテルおよびモーテルの火災が発生しており、これによって85人が死亡したほか、5,600万ドルの損害が生じていた。

### 事件前
当時、ホテルの従業員450人のうち、250人が労働組合の活動に従事していた 。経営陣は、労働組合に従事している60人の従業員を解雇して非組合員を新たに雇うという計画を立てていたため、労働争議へと発展し、1986年10月から全米トラック運転手組合のLocal 901にて労使交渉が行われていた。

事件のあった週にはホテル内でボヤが3件（リネン室、段ボール箱、カーペット）発生していたため、経営陣は30人以上の警備員を雇った 。

労使間の対立は深まり、フロント係、タクシー運転手、屋台のスタッフらが旅行者に対してデュポン・プラザ・ホテルやカジノを利用しないように呼びかけていた 。
予備報告書によると、事件から1週間後、プエルトリコ知事ラファエル・ヘルナンデス・コロンは「事件発生から1週間前の時点で何か起こるのではないかという情報が広まっていた」としていた。

### 事件発生
1986年12月31日、労働組合は午後3時までダンスホールで会合を行い、125人の組合員の投票の結果、真夜中にストライキを行うことが決まった 。
事件発生当時、ホテルには900人から1,000人もの客がおり、ほぼ満室だった。
エクトール・エスクデロ（Héctor Escudero Aponte）、ホセ・リヴェラ（ José Rivera López）、アルマンド・ヒメネズ（ Arnaldo Jiménez Rivera）の3人の労働組合員は、宿泊客をホテルから追い出すために火をつけるという計画を立てた。彼らは午後3時に、1階のダンスホールそばの倉庫で卓上鍋用オイルの缶を開けた 。一部の組合員がダンスホールの出入り口周辺で乱闘騒ぎを起こすさなか、エスクデロら3人はオイルに火をつけた 。
火は倉庫にあった新品の家具に燃え移り、やがて3人の予想よりも大きく燃え広がった末に、フラッシュオーバーを引き起こした。

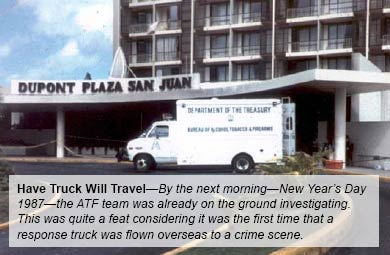
現場に来たアルコール・タバコ・火器及び爆発物取締局（ATF）のトラック

ダンスホールにて爆発のようなフラッシュオーバーが起きた後、熱いガスが1階の階段からロビーを吹き抜け、ロビーからの炎が天井にある排煙装置を伝ってカジノに流れ込んだ。

火災発生当時カジノには150人の客がおり 、犠牲者の遺体の多くはカジノで発見された。
 
ホテルの経営陣は泥棒を防ぐ目的で、火災発生の数ヶ月前に非常口を施錠していたため、脱出口は一対の内開きの扉に限定されており、一部の者はドアを押し開けるのに失敗した。
 
また、2階にあるカジノの厚板ガラスの窓を破ってプールデッキへ飛び降りる者が相次いだため、多くの負傷者が出た。

カジノより上の階にいた者たちは煙を吸い込んだことによって死亡したほか、エレベーターでロビーに逃げようとした際に開いたドアから炎が入ってきて死亡したケースもあった。
一部の者たちはホテルの屋根に昇って即席のヘリポートにたどり着き、一般市民やコモンウェルス警察、プエルトリコ州兵、アメリカ沿岸警備隊、ルーズベルト・ロード海兵隊基地から出動したアメリカ海兵隊などによって救出された。
ヘリコプターで救助された女性は以下のように話している。
私たちは8階にたどり着きましたが、煙で通れなくなっている人たちがいました。私たちは別の階段へ走って8階へ戻り、煙の中へ突入しました。…屋根の近くをヘリコプターが旋回していましたが、着陸を躊躇しているようでした。最終的に一機が屋根より2フィート上でホバリングしました。パイロットの一人が手を差し出して私たちを引き上げました。ヘリコプターの後部には2人分のスペースしかなく、私たち5人はそこに詰められました。

（We got to the 8th floor, but then there were people blocked by smoke. We ran to another stairway, and got down to the eighth floor again before we ran into the smoke  ... [Near the roof] [h]elicopters circled around us, but it looked like they were afraid to land. Finally, one hovered about two feet above the roof. A co-pilot reached his hand out and pulled us to a step under the door. It looked like there was room in the back of the helicopter for two people. We squeezed five in.）
午後3時40分、プエルトリコ消防庁の指令を受け、消防車13台、消防士100人、救急車35台が駆けつけ、消火に当たった。
火は3時間後に消し止められたが、黒い煙は一晩中出続けた。

### 犠牲者
この火災による死者は少なくとも96人（97人または98人の説あり ）に上っているとみられ、その多くが焼死だった。また、140人が負傷した。
ごく一部を除き、死者のほとんどは身体や遺留品の損傷が激しかったことから、身元の特定が困難だった 。
犠牲者のうち、84人はカジノで見つかり、5人はロビーで見つかった。また、エレベーターからは3人が、ホテルの外にあるプールサイド・バーには2人の遺体がそれぞれ見つかった。

## その後

### 捜査
米国労働安全衛生局はカジノの非常口の不備により84人が取り残されて死んだという報告をまとめた。

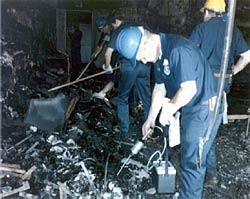
捜査に当たるATFの職員

サンフアンにいるFBIの捜査員と合同で、アルコール・タバコ・火器及び爆発物取締局（ATF）が容疑者の特定ならびに立件に当たった 。
ホテルの従業員を代表する労働組合は、組合員の犯行であることを否定した一方、情報提供者に$15,000の懸賞金を提供することを約束した。
1987年4月、組合員であるエクトール・エスクデロ（Héctor Escudero Aponte）,ホセ・リヴェラ（ José Rivera López）、アルマンド・ヒメネズ（ Arnaldo Jiménez Rivera）の3人が犯行を認め、労働組合の要求をのむよう、ホテルの経営陣を脅すつもりで火をつけたと明らかにした 。
リヴェラは他の2人に火をつけることを促し、アルコール系燃料の一種であるスターノの缶を貰った。エスクデロとヒメネズは順番に、ダンスホールの倉庫にあった家具の下にスターノの缶を置いて火をつけた 。エスクデロは小さな火をつけるつもりだった
。
3人は殺人の罪で有罪判決を受けた。検察はリヴェラに懲役25年、ヒメネズに懲役24年を求刑したが、判事はそれを却下し、エスクデロとリヴェラに懲役99年、ヒメネズに懲役75年の刑を言い渡した 。
ヒメネズとリヴェラはそれぞれ2001年と2002年に仮釈放された。

### ホテルに対する裁判
MGMグランドホテル火災などの類似事件と同様に、本件についても遺族の代理人がアメリカの法律事務所から送り込まれた 。
2,300人にのぼる原告らは、 230人の被告を相手に264の訴訟を行い、合計で18億ドルの賠償金を求めた。
これらの訴訟はサンフアンにあるen:United States District Court for the District of Puerto Ricoにてまとめて行われた 。

The Court of Appeals for the First Circuit はこれらの訴訟について「おばけ訴訟」（ "litigatory monster"）だと呼んだ。
裁判の判事を務めたen:Raymond L. Acostaは、裁判を代表となる原告ごとに、複数段階に分けた。
1989年3月15日に開かれた最初の裁判では、ホテルを所有していたデュポン社、40のリミテッド・パートナーおよび関連企業、または原告が実質的経営者と見なした個人などから成るデュポン・ファミリーが被告となった。
判決は同年5月11日に言い渡され、被告は8，500万ドルから1億ドルの賠償金の支払いを命じられた。
最初の裁判の判決から45日後に行われた二つ目の裁判は、仕入れ業者やメーカー等に対して製造物責任を問うために行われ、被告は107にのぼった 。
そのうちの多くは和解が成立し、1990年5月14日には残る36の被告に対する裁判が行われた。
9ヶ月の裁判の末、被告のうちジョンソンコントロールズ（代理人：アーンスタイン&レア法律事務所）、Barber Colman, Inc.（ Boston's Cooley, Manion, Moore & Jones）、クァンタム・ケミカル（ Quantum Chemical,代理人：Louisville, Kentucky's Brown, Todd & Heyburn）の三社には、法的責任がないという評決が支持された 。
15ヶ月の裁判の末、陪審は1週間の審議を行う評決に至った。陪審は残りの10の被告に対し、法的責任がないという評決に至った 。
最終的に、死亡者並びに負傷者に支払われる金額は2億1,000万ドルに達し、裁判記録には1,000,000 を超える文書が関連していることが記載された。

### 法改正
本件を含む複数のホテル火災が生じたことにより、ホテルの防災基準の改善が世界中で求められ、その中でも、防火設備の基準の曖昧さが大きな問題の一つとして取り上げられた。
17階建てで、423の客室があるデュポン・プラザ・ホテルには、スプリンクラーがなかったことに加え、火災報知器も正常に機能していなかったため、客の多くが実際に火を目にしたり、物が焼ける臭いをかいだり、「火事だ」と叫ぶ声や消防士の声を聞いて、初めて火事に気づくケースがほとんどだった 。
1987年の時点で、アメリカ合衆国全土で有効な消防基準が4つあったほか、地域独自の基準や条例などによって1,800もの差異があり、目立つ防火設備の設置を義務づけていないケースもあった。
事件発生から3年後の1990年9月25日、アメリカ合衆国において、1990年ホテル・モーテル防火安全法が制定された。
この法律では、すべてのホテル、ならびに連邦職員が利用したり合衆国連邦が資金提供している活動で使う公共施設に対し、すべての客室に煙探知機を設置するよう義務づけているほか、3階以上の建物の場合はスプリンクラーを正常に機能できるようにすることが義務づけられている

アメリカ合衆国の代議員シャーウッド・ボーラート は、この法律について「火災から合衆国民を守るべく、アメリカ合衆国政府が直接働きかけた」例の一つであるとしている 。また、アメリカ合衆国消防局は、本件ならびに1980年に発生したMGMグランドホテル火災が、安全要求事項が法律で義務づけられるきっかけになったとしている。
保険大手のアメリカン・インターナショナル・グループは被害救済に向けて動いていたが、火災に起因する債権処理の一環として、1989年6月にホテルを閉鎖する権利を手に入れた 。

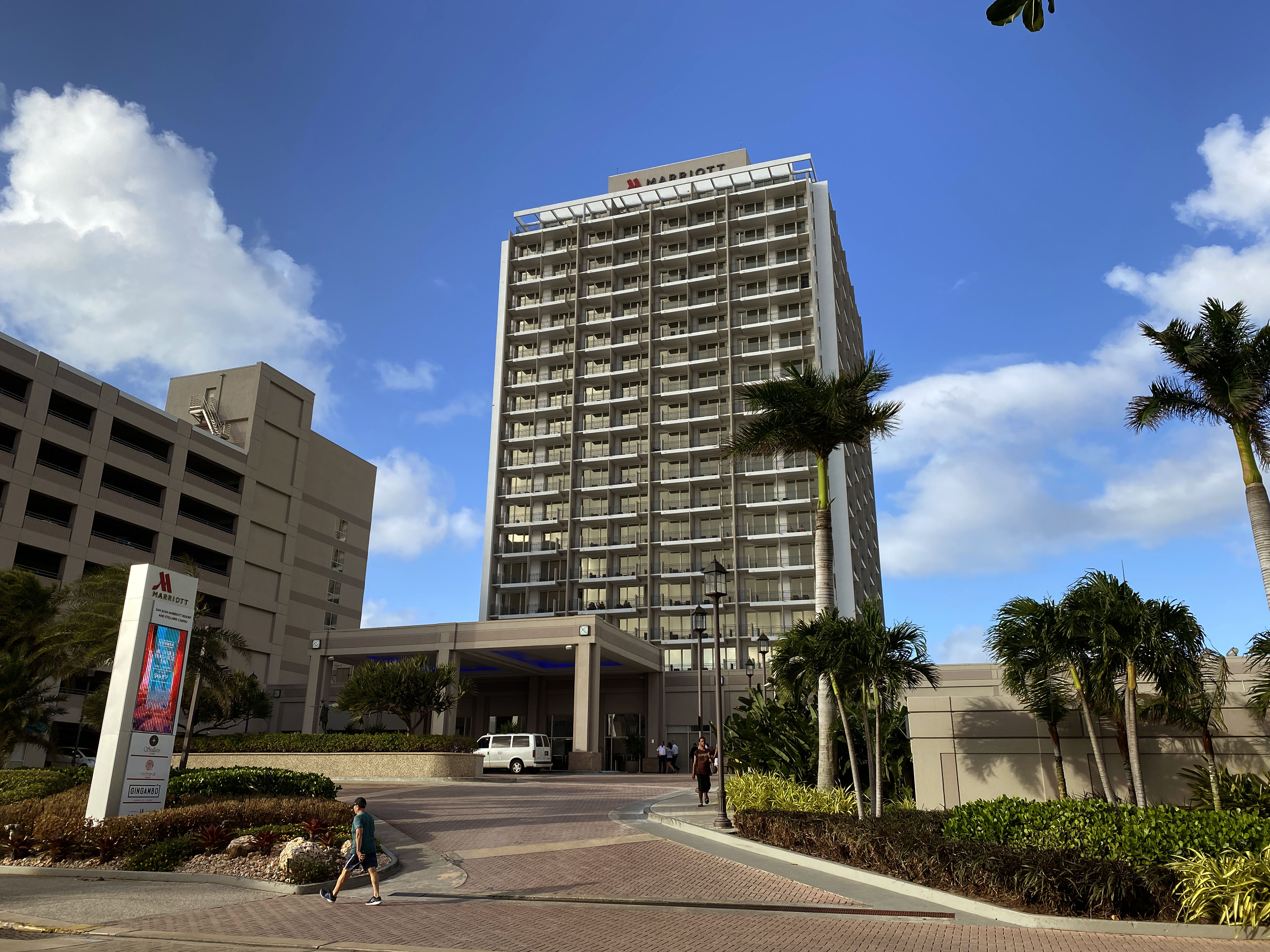
現在のサンファン・マリオット・リゾート

1992年10月、AIGは1億3，000万ドルをかけてホテルを全面改装し、マリオットの系列にする予定を明らかにした 。
最終的に1995年2月16日に、サンファン・マリオット・リゾート&ステラリス・カジノとして再オープンした。